# Original Chip Set

Amiga Chip Set

L'Original Chip Set (abbreviazione comunemente uilizzata: OCS) è una famiglia di chipset progettata dalla Commodore-Amiga Inc. (in seguito sviluppata dalla Commodore Business Machines Inc.) e fabbricata dalla Commodore Semiconductor Group. L'OCS rappresenta la prima generazione di chipset della piattaforma informatica Amiga, utilizzata dal 1985 al 1991 in vari computer Amiga. Della piattaforma Amiga l'OCS implementa, tra le altre, le capacità grafiche e sonore che, in particolare nei primi anni, erano straordinarie relativamente a due delle classi di computer per cui l'OCS è stato utilizzato, l'home computer e il personal computer.
L'OCS è stato soppiantato prima dall'ECS, un lieve miglioramento, poi dall'AGA, un sostanziale miglioramento.

## Nascita del nome
"Original Chip Set" è una denominazione inglese che in italiano significa "chipset originale". La denominazione infatti non è stata attribuita subito ma in seguito alla commercializzazione di nuove generazioni di chipset per la piattaforma Amiga, l'Enhanced Chip Set e l'Advanced Graphics Architecture.

## Utilizzo
L'OCS è stato utilizzato in vari prodotti commerciali: un home computer, cinque personal computer, una workstation e un riproduttore di CD multimediali. In particolare è stato utilizzato nei seguenti prodotti commerciali:
- (home computer:) Amiga 500
- (personal computer:) Amiga 1000, Amiga 2000, Amiga 2000HD, Amiga 2500, Amiga 2500/30, Amiga 1500;
- (workstation:) Amiga 2500UX;
- (riproduttore di CD multimediali:) Commodore CDTV.

## Panoramica dei chip
L'OCS è composto principalmente dai seguenti tre chip:
- Agnus (Thin Agnus o Fat Agnus);
- Denise;
- Paula.

L'OCS (come anche l'ECS) è stato prodotto in logica NMOS. Per Thin Agnus, Denise e Paula è stato utilizzato un package DIP a 48 piedini, mentre per Fat Agnus un package PLCC a 84 contatti.
Agnus è il chip centrale del progetto. Esso controlla gli accessi alla Chip RAM, sia che siano effettuati dal microprocessore sia che siano effettuati dagli altri chip custom, usando un complicato sistema di priorità. L'Agnus può indirizzare fino a 512 KiB di Chip RAM, mentre Fat Agnus può indirizzare fino a 512 KiB, 1 MiB, o 2 MiB di Chip RAM a seconda delle versioni. Le versioni di Fat Agnus in grado di indirizzare fino a 1 o 2 MiB di Chp RAM erano informalmente anche chiamate "Super Agnus", "Super Fat Agnus", "Fatter Agnus", "Big Agnus", "Big Fat Agnus", "Super Fat Agnus". Agnus contiene al suo interno il blitter e il copper.
Denise è il coprocessore video. Senza overscan, lo schermo grafico dell'Amiga è ampio 320 o 640 pixel e alto 200 (NTSC) o 256 (PAL) pixels. Denise supporta anche l'interlacciamento, che raddoppia la risoluzione verticale. Denise usa grafica bitmap planare, che divide i singoli bit per pixel in aree di memoria separate, dette bitplane (piani di bit). Nel funzionamento normale, Denise supporta da 1 a 5 bitplane, ovvero da 2 a 32 colori unici, selezionati da una tavolozza di 4.096 colori. Sono disponibili anche due modi video speciali, realizzati grazie ad un sesto bitplane: l'EHB e l'HAM. Denise supporta anche otto sprite, lo scorrimento e il modo "dual playfield". Infine, gestisce gli ingressi per il mouse e per il joystick digitale.
Paula è principalmente il chip sonoro, con 4 canali hardware indipendenti in PCM ad 8 bit, ognuno dei quali supporta 65 livelli di volume e una frequenza di campionamento fra circa 20 Hz e 29 kHz.
Paula gestisce anche le interruzioni e varie funzioni di I/O, compreso il floppy disk drive, la porta seriale e i joystick analogici.

## Famiglie
Si possono distinguere due principali famiglie di chipset OCS. Esse sono nate conseguentemente alla situazione tecnica vigente all'epoca in ambito televisivo. Per favorire un risparmio economico agli acquirenti del personal computer, frequentemente le aziende produttrici di personal computer sceglievano di adottare modi video che potessero essere facilmente visualizzati dai televisori. In tal modo l'acquirente del personal computer, già in possesso di un televisore per vedere la televisione, poteva utilizzare il televisore come monitor video del personal computer evitando così l'acquisto (il risparmio non era poco). Anche Commodore-Amiga Inc. scelse di favorire i possessori di televisori. All'epoca nel mondo era diffusa la televisione analogica e i sistemi televisivi si distinguevano in due grandi gruppi: i sistemi televisivi che adottavano lo standard NTSC e i sistemi televisivi che adottavano lo standard PAL. Il primo prototipo di chipset OCS fu creato sulle caratteristiche dello standard NTSC. Solo in seguito si creò il chipset OCS basato sulle caratteristiche dello standard PAL. Nel corso degli anni, tali due chipset, sono stati costantemente aggiornati. In questo modo sono nate le due principali famiglie di chipset OCS. Queste due famiglie sono continuate ad esistere anche nelle successive generazioni di chipset Amiga, l'ECS e l'AGA, in quanto sono degli aggiornamenti dell'OCS. La scelta di procedere con degli aggiornamenti è stata fatta al fine di mantenere funzionante con l'OCS il software sviluppato per l'ECS e l'AGA.     

## Modi video
La tabella seguente riporta le famiglie di modi video implementat2 nel chipset OCS. Per ogni famiglia di modi video viene riportata (rispettivamente) la denominazione della famiglia di modi video, la frequenza di linea della famiglia di modi video e la frequenza di quadro della famiglia di modi video, i monitor video della Commodore Business Machines Inc. in grado di visualizzare la famiglia di modi video. La frequenza di linea e di quadro permettono di capire se un modo video è visualizzabile da un monitor video. Tutti i monitor video infatti accettano solo una gamma limitata di frequenze di linea e di quadro. Alcuni modelli di monitor video sono stati prodotti in due divere versioni. Tra parentesi è indicata la versione.
| denominazione | frequenza di linea | frequenza di quadro | monitor video |
| ------------- | ------------------ | ------------------- | --- |
| NTSC          | 15,72 kHz          | 60 Hz               | Amiga 1080, Commodore 2002, Commodore 1084 (versione NTSC), Commodore 1084S (versione NTSC), Commodore 2080 (versione NTSC), Commodore 1950, Commodore 1960 |
| PAL           | 15,60 kHz          | 50 Hz               | Commodore Amiga 1081, Commodore 1084 (versione PAL), Commodore 1084S (versione PAL), Commodore 2080 (versione PAL), Commodore 1950, Commodore 1960          |
| A2024         | 56,25 kHz          | 60 Hz               | Commodore A2024 |

### Modi video NTSC
I modi video NTSC sono stati i primi modi video implementati per la piattaforma informatica Amiga. Sono stati disponibili inizialmente solo per la versione di Amiga 1000 destinata ai Paesi del mondo che all'epoca adottavano lo standard televisivo NTSC. Il video dei modi video NTSC è uguale a quello dei sistemi televisivi che all'epoca adottavano lo standard televisivo NTSC. In tal modo all'epoca si poteva usare il televisore come monitor video, risparmiando quindi i soldi per l'acquisto di un monitor video specifico per il computer. Sono stati implementati sia modi testo che modi grafici nella famigli di modi video NTSC.

### Modi video PAL
I modi video PAL sono stati i secondi modi video implementati per la piattaforma informatica Amiga. Sono stati disponibili inizialmente solo per la versione di Amiga 1000 destinata ai Paesi del mondo che all'epoca adottavano lo standard televisivo PAL. Il video dei modi video PAL è uguale a quello dei sistemi televisivi che all'epoca adottavano lo standard televisivo PAL. In tal modo all'epoca si poteva usare il televisore come monitor video, risparmiando quindi i soldi per l'acquisto di un monitor video specifico per il computer. Sono stati implementati sia modi testo che modi grafici nella famiglia di modi video PAL.

### Modi video A2024
I modi video A2024 sono stati resi disponibili a partire dal 1989 e sono estremamente particolari. Per rendere disponibili i modi video A2024 anche con i modelli di Denise prodotti prima del 1989 (quindi anche con i modelli di computer Amiga prodotti prima del 1989), è stata fatta una scelta più unica che rara: i circuiti elettronici aggiuntivi (necessari per implementare i modi video A2024) non sono stati inseriti in Denise ma nel monitor video. Nel 1989 è iniziata la commercializzazione del monitor video contenente tali circuiti elettronici aggiuntivi, il Commodore A2024 (prodotto dalla Commodore Business Machines Inc.). Questo monitor video è quindi l'unico al mondo in grado di visualizzare i modi video A2024. La scansione video adottata per i modi video A2024 è non convenzionale: il quadro intero è suddiviso in quattro quadri. Se si vuole evitare il fastidiosissimo tremolio dell'immagine video, il refresh rate dei modi video A2024 (10 o 15 Hz) è estremamente basso per un display CRT con fosfori a normale persistenza. E il Commodore A2024 monta un display CRT (all'epoca il display CRT era la miglior tipologia di display video). Quindi per tale monitor video è stato utilizzato un display CRT con fosfori ad altissima persistenza. Questi display CRT eliminano il fastidiosissimo tremolio provocato dal basso refresh rate ma creano un altro fastidiosissimo fenomeno: le scie degli oggetti grafici in movimento (come ad esempio il puntatore del mouse). Per tali motivi i modi video A2024 sono poco utilizzati nonostante offrano una risoluzione video molto alta.

### Modi grafici
La tabella seguente riporta i modi grafici implementati nella famiglia di chipset OCS in grado di visualizzare i modi video NTSC. Per ogni modo grafico viene riportata (rispettivamente) la denominazione del modo grafico, il numero di pixel che compongono l'immagine video generata dal modo grafico, il tipo di scansione video utilizzata nel modo grafico, il numero massimo di colori visualizzabili contemporaneamente nell'immagine video generata dal modo grafico, il numero di colori (predefiniti dai progettisti del chipset OCS) che si possono scegliere per l'immagine video generata dal modo grafico, il numero di volte che viene ridisegnata (in un secondo) l'immagine video generata dal modo grafico. Per i modi video NTSC i progettisti del chipset OCS hanno fornito la possibilità di ridurre o aumentare il numero di pixel che compongono l'immagine video perché, con il video analogico, è necessario regolare l'ampiezza dell'immagine video in modo che sia tutta visualizzata sullo schermo del display video. Ma all'epoca tale regolazione era disponibile solo nei monitor video. Nei televisori era rarissimo che si potesse regolare l'ampiezza dell'immagine video. Riducendo il numero di pixel che compongono l'immagine video, si può evitare che parti dell'immagine video (i bordi) non vengano visualizzate sullo schermo del televisore.   
| denominazione                         | risoluzione grafica | risoluzione grafica | scansione video   | color depth | color palette | refresh rate |
| denominazione                         | minima              | massima             | scansione video   | color depth | color palette | refresh rate |
| ------------------------------------- | ------------------- | ------------------- | ----------------- | ----------- | ------------- | ------------ |
| NTSC: Bassa Risoluzione               | 320 x 200           | 362 x 241           | progressiva       | 32          | 4096          | 30 Hz        |
| NTSC: Bassa Risoluzione Interlacciata | 320 x 400           | 362 x 482           | interlacciata     | 32          | 4096          | 30 Hz        |
| NTSC: Alta Risoluzione                | 640 x 200           | 724 x 241           | progressiva       | 16          | 4096          | 30 Hz        |
| NTSC: Alta Risoluzione Interlacciata  | 640 x 400           | 724 x 482           | interlacciata     | 16          | 4096          | 30 Hz        |
| NTSC: Extra Halfbrite                 | 320 x 200           | 362 x 241           | progressiva       | 64          | 4096          | 30 Hz        |
| NTSC: Extra Halfbrite Interlacciato   | 320 x 400           | 362 x 482           | interlacciata     | 64          | 4096          | 30 Hz        |
| NTSC: Hold And Modify                 | 320 x 200           | 362 x 241           | progressiva       | 4096        | 4096          | 30 Hz        |
| NTSC: Hold And Modify Interlacciato   | 320 x 400           | 362 x 482           | interlacciata     | 4096        | 4096          | 30 Hz        |
| A2024: 10 Hz                          | 1008 x 800          | 1008 x 800          | non convenzionale | 4           | 64            | 10 Hz        |
| A2024: 15 Hz                          | 1008 x 800          | 1008 x 800          | non convenzionale | 4           | 64            | 15 Hz        |

La tabella seguente riporta i modi grafici visualizzabili dalla famiglia di chipset OCS in grado di visualizzare i modi video PAL.
| denominazione                        | risoluzione grafica | risoluzione grafica | scansione video   | color depth | color palette | refresh rate |
| denominazione                        | minima              | massima             | scansione video   | color depth | color palette | refresh rate |
| ------------------------------------ | ------------------- | ------------------- | ----------------- | ----------- | ------------- | ------------ |
| PAL: Bassa Risoluzione               | 320 x 256           | 362 x 283           | progressiva       | 32          | 4096          | 25 Hz        |
| PAL: Bassa Risoluzione Interlacciata | 320 x 512           | 362 x 566           | interlacciata     | 32          | 4096          | 25 Hz        |
| PAL: Alta Risoluzione                | 640 x 256           | 724 x 283           | progressiva       | 16          | 4096          | 25 Hz        |
| PAL: Alta Risoluzione Interlacciata  | 640 x 512           | 724 x 566           | interlacciata     | 16          | 4096          | 25 Hz        |
| PAL: Extra Halfbrite                 | 320 x 256           | 362 x 283           | progressiva       | 64          | 4096          | 25 Hz        |
| PAL: Extra Halfbrite Interlacciato   | 320 x 512           | 362 x 566           | interlacciata     | 64          | 4096          | 25 Hz        |
| PAL: Hold And Modify                 | 320 x 256           | 362 x 283           | progressiva       | 4096        | 4096          | 25 Hz        |
| PAL: Hold And Modify Interlacciato   | 320 x 512           | 362 x 566           | interlacciata     | 4096        | 4096          | 25 Hz        |
| A2024: 10 Hz                         | 1008 x 1024         | 1008 x 1024         | non convenzionale | 4           | 64            | 10 Hz        |
| A2024: 15 Hz                         | 1008 x 1024         | 1008 x 1024         | non convenzionale | 4           | 64            | 15 HZ        |